# Virgil Thomson
Virgil Garnett Thomson (ur. 25 listopada 1896 w Kansas City, zm. 30 września 1989 w Nowym Jorku) – amerykański kompozytor i krytyk muzyczny.

## Życiorys
Jako dziecko uczył się gry na fortepianie i organach w rodzinnym Kansas City, gdzie był też organistą w miejscowych kościołach. W 1919 roku podjął studia na Uniwersytecie Harvarda, gdzie jego wykładowcami byli Edward Burlingame Hill (instrumentacja i francuska muzyka współczesna), Archibald Davison (dyrygentura) i Foster Damon (kompozycja). W 1921 roku otrzymał stypendium naukowe, które pozwoliło mu na wyjazd do Europy. Był uczniem Nadii Boulanger w École normale de musique de Paris, pobierał też u niej prywatnie lekcje kontrapunktu. W Paryżu zapoznał się z twórczością grupy Les Six i Erika Satiego. W 1922 roku wrócił na Uniwersytet Harvarda, który ukończył w 1923 roku. W tym samym roku uzyskał stypendium od Juilliard Graduate School, dzięki któremu kontynuował naukę u Chalmersa Cliftona (dyrygentura) i Rosario Scalero (kontrapunkt). Między 1925 a 1940 rokiem mieszkał w Paryżu. W 1926 roku poznał Gertrude Stein, której poglądy wywarły wpływ na jego dalszą twórczość. W 1940 roku opuścił ogarniętą wojną Francję i wrócił do USA. W latach 1940–1954 pisał krytyki muzyczne do New York Herald Tribune.
Odznaczony Legią Honorową (1947), Kennedy Center Honors (1983) i National Medal of Arts (1988). Od 1959 roku członek Amerykańskiej Akademii Sztuki i Literatury. W 1949 roku otrzymał Nagrodę Pulitzera za muzykę do filmu Louisiana Story. Do jego uczniów należeli Lou Harrison, Ned Rorem, Paul Bowles i Richard Yardumian.

## Twórczość
W swojej twórczości łączył elementy muzyki amerykańskiej i europejskiej, głównie francuskiej. Poligeniczny styl Thomsona czerpał zarówno z chorału gregoriańskiego, polifonii modalnej, jak i hymnów baptystycznych oraz popularnych melodii XIX-wiecznych. Czerpał z dorobku minionych epok, nie wykazując zainteresowania współczesnymi trendami w muzyce. Swobodnie łączył odwołania do tradycyjnych form związanych z kulturą wysoką z elementami tanecznymi, wprowadzając do swoich utworów zamierzone efekty komizmu. W operze Four Saints do tekstu Gertrude Stein połączył melodie protestanckich hymnów religijnych, formuły liturgiczne, cytaty z pieśni świeckich oraz melodie w rytmie walca i tanga, w The Mother of us all z kolei melodie hymniczne oraz rytmy walca i marsza. Szczególne miejsce w dorobku Thomsona zajmuje cykl stu kilkudziesięciu „portretów muzycznych” ważnych dla niego osób, kilkanaście z nich zorkiestrował. Dużą popularnością cieszyła się też jego muzyka filmowa.
Był autorem prac The State of Music (1939, 2. wydanie 1961), The Musical Scene (1945), The Art of Judging Music (1948), Music Right and Left (1951), Virgil Thomson (1966), Music Reviewed, 1940–1954 (1967), American Music Since 1910 (1971), A Virgil Thomson Reader (1981), Music with Words: A Composer’s View (1989).

## Ważniejsze kompozycje
(na podstawie materiałów źródłowych)

### Utwory orkiestrowe
- Symphony on a Hymn Tune (1928)
- II Symfonia (1931, zrewid. 1941, wersja na fortepian na 4 ręce 1932)
- III Symfonia (1972)
- Variations on Sunday Scholl Tunes (1927)
- The John Moser Waltzes (1933, zorkiestrowane 1937)
- suita z baletu Filling Station (1937)
- Canons for Dorothy Thompson (1942)
- The Major LaGuardia Waltzes (1942)
- Bugles and Birds: Portrait of Pablo Picasso (1940, zorkiestrowane 1944)
- Cantabile for Strings: Portrait of Nicolas de Chatelain (1940, zorkiestrowane 1944)
- Fanfare for France: Portrait of Max Kahn (1940)
- Fugue: Portrait of Alexander Smallens (1940, zorkiestrowane 1944)
- Meditation: Portrait of Jere Abbott (1935, zorkiestrowane 1944)
- Aaron Copland: Persistently Pastoral (1942)
- Percussion Piece: Portrait of Jessie K. Lasell (1941, zorkiestrowane 1944)
- Tango Lullaby: Portrait of Mille Alvarex de Toledo (1940, zorkiestrowane 1944)
- The Seine at Night (1947)
- Wheat Field at Noon (1948)
- suita z opery The Mother of us all (1949)
- A Solemn Music na zespół instrumentów (1949, wersja na orkiestrę 1961)
- Koncert wiolonczelowy (1950), także w wersji na wiolonczelę i fortepian pt. Sea Piece with Birds (1952)
- Three Pictures (1952)
- Concerto: Portrait of Roger Baker na flet, harfę, smyczki i perkusję (1954)
- Eleven Chorale Preludes (1956)
- The Lifely Arts Fugue (1957)
- A Joyful Fugue (1962)
- concertino Autumn na harfę, instrumenty smyczkowe i perkusję (1964)
- Ode to the Wonders of Nature na zespół instrumentów dętych i perkusję (1965)
- Fantasy in Homage to an Earlier England (1966)
- Edges: Portrait of Robert Indiana (1966)
- Study Piece: Portrait of a Lady (1969)
- Metropolitan Museum Fanfare: Portrait of an American Artist na instrumenty dęte i perkusję (1969)
- Thoughts na instrumenty smyczkowe (1981)
- A Love Scene (1982)
- Intensely Two: Karen Brown Waltuck (1981, zorkiestrowane 1982)
- Loyal, Steady, and Persistent: Noah Creshevsky (1981, zorkiestrowane 1982)
- Something of a Beauty: Ann-Marie Sollière (1981, zorkiestrowane 1982)
- David Dubal in Flight (1982)

### Suity z muzyki filmowej
- suita z The Plow that Broke the Plains (1936)
- suita z The River (1937)
- Fugue and Chorale on Yankee Doodle z Tuesday in November (1945)
- suita z Louisiana Story (1948)
- Acadian Songs and Dances z Louisiana Story (1948)
- Fugues and Cantilenas z Power among Men (1959)
- Pilgrims and Pioneers z Journey to America (1964)

### Utwory kameralne
- 2 kwartety smyczkowe (I 1931 zrewid. 1957, II 1932 zrewid. 1957)
- Sonata da chiesa na klarnet, trąbkę, róg, puzon i altówkę (1926, zrewid. 1973)
- Le bains-bar na skrzypce i fortepian (1929), także w wersji na 2 skrzypiec, wiolonczelę, kontrabas i fortepian oraz na trąbkę i fortepian lub zespół instrumentów pt. At the Beach (1949)
- 5 Portraits for Four Clarinets (1929)
- Portraits na skrzypce i fortepian (1940)
- Barcarolle for Woodwinds (A Portrait of George Hugnet) na flet, obój, rożek angielski, klarnet, klarnet basowy i fagot (1944)
- Family Portrait na 2 trąbki, róg i 2 puzony (1974)
- Sonata na skrzypce i fortepian (1930)
- Sonata na flet (1943)
- Lamentations: Étude for Accordion (1959)
- Variations na koto (1961)
- Étude for Cello and Piano: Portrait of Frederic James (1966)
- A Short Fanfare na 2 lub 3 trąbki lub 3 trąbki i 2 bębny (1981)
- Bell Piece na 2 lub 4 wykonawców (1983)
- Lili Hasings na skrzypce i fortepian (1983)
- Jay Rosen: Portrait and Fugue na tubę basową i fortepian (1984–1985)
- Stockton Fanfare na 3 trąbki i 2 bębny (1985)

### Utwory fortepianowe
- Sentimental Tangos (1923)
- 3 sonaty (I 1929, II 1929, III 1930)
- Synthetic Waltzes na 2 fortepiany lub fortepian na 4 ręce (1925)

### Utwory wokalno-instrumentalne
- Susie Asado na głos i fortepian (1926)
- Capital Capitals na cztery głosy męskie i fortepian (1927)
- Stabat Mater na sopran i kwartet smyczkowy (1931, zrewid. 1981)
- 5 Songs from William Blake na baryton i orkiestrę (1951)
- Collected Poems na sopran, baryton i orkiestrę, słowa Kenneth Koch (1959)
- Missa pro defunctis na 2 chóry i orkiestrę (1960)

### Opery
- Four Saints in Three Acts, libretto Gertrude Stein (1927–1928, zorkiestrowana 1933)
- The Mother of us all, libretto Gertrude Stein (1947)
- Lord Byron, libretto Jack Larson (1961–1968)

### Balety
- Filling Station, libretto Lew Christensen (1937)
- The Harvest According, libretto Agnes de Mille (1952)
- Parson Weems and the Cherry Tree, libretto Erick Hawkins (1975)

### Muzyka filmowa
- The Plow that Broke the Plains, reż. Pare Lorentz (1936)
- The River, reż. Pare Lorentz (1937)
- Tuesday in November, reż. John Houseman (1945)
- Louisiana Story, reż. Robert J. Flaherty (1948)
- Power among Men, reż. Thorold Dickinson i J.C. Sheers (1958)
- Journey to America, reż. John Houseman (1964)